# Oxyna fusca
Oxyna fusca es una especie de insecto del género Oxyna de la familia Tephritidae del orden Diptera.

## Historia
Chen la describió científicamente por primera vez en el año 1938.